# Eucyclophylla flavida
Eucyclophylla flavida är en skalbaggsart som beskrevs av Marc Lacroix 2005. Eucyclophylla flavida ingår i släktet Eucyclophylla och familjen Melolonthidae. Inga underarter finns listade i Catalogue of Life.